# N級潜水艦 (アメリカ海軍)
N級潜水艦 (N-class submarine) は、アメリカ海軍の潜水艦の艦級。沿岸防備用に7隻が建造された。3隻はシアトル・コンストラクション・アンド・ドライドック社で建造され、4隻はレイク・トルペード・ボート社で建造されたが、その相違により別個の艦級と見なされる場合がある。

## 同型艦
- USS N-1 (SS-53)

　シアトル重工業建造　就役:1917年9月26日　退役:1926年4月30日
- USS N-2 (SS-54)

　シアトル重工業建造　就役:1917年9月26日　退役:1926年4月30日
- USS N-3 (SS-55)

　シアトル重工業建造　就役:1917年9月26日　退役:1926年4月30日
- USS N-4 (SS-56)

　レイク・トーピードボート建造　就役:1918年6月15日　退役:1922年4月22日
- USS N-5 (SS-57)

　レイク・トーピードボート建造　就役:1918年6月13日　退役:1922年4月19日
- USS N-6 (SS-58)

　レイク・トーピードボート建造　就役:1918年7月9日　退役:1922年2月16日
- USS N-7 (SS-59)

　レイク・トーピードボート建造　就役:1918年6月15日　退役:1922年2月7日